# 14989 Tutte
14989 Tutte (1997 UB7) là một tiểu hành tinh vành đai chính được phát hiện ngày 25 tháng 10 năm 1997 bởi Spacewatch ở Kitt Peak.